# Rafet Husović
Rafet Husović (Rožaje, 2. april 1964 — Podgorica, 9. mart 2021) bio je crnogorski političar i predsjednik Bošnjačke stranke, stranke bošnjačke manjine u Crnoj Gori.

## Biografija
Rođen je 2. aprila 1964. godine. u Rožaju, gradiću u severoistočnoj Crnoj Gori koji je tada bio dio Socijalističke Federativne Republike Jugoslavije. Završivši osnovnu i srednju školu u rodnom gradu, Husović je diplomirao na Prirodno-matematičkom fakultetu Univerziteta u Prištini.
2006. godine, bio je jedan od osnivača Bošnjačke stanke i izabran je za prvog predsjednika ove stranke.
Vršio je funkciju ministra bez portfelja od 2009. do 2012. godine i potpredsjednika vlade od 2012. do 2020. godine.
Preminuo je 9 marta 2021. godine nakon duge i teške bolesti.